# Famiglia reale danese

Lo stemma della monarchia danese.

La famiglia reale danese include il re di Danimarca e la sua famiglia. Tutti i membri detengono il titolo di principe o principessa di Danimarca con l'appellativo di "sua altezza reale" (Hans or Hendes Kongelige Højhed) o "sua altezza" (Hns or Hendes Højhed). La regina madre Margherita II di Danimarca e le sue sorelle appartengono al casato di Glücksburg, un ramo cadetto del reale casato di Oldeburg. I figli della regina ed i discendenti in linea maschile appartengono agnaticamente anche al casato di Laborde de Monpezat ed hanno ricevuto il titolo aggiuntivo di conte/contessa di Monpezat.
La famiglia reale danese gode di indici di gradimento notevolmente alti in Danimarca, che variano, probabilmente, tra 80 e 90 per cento.

## Membri principali
La famiglia reale danese include:

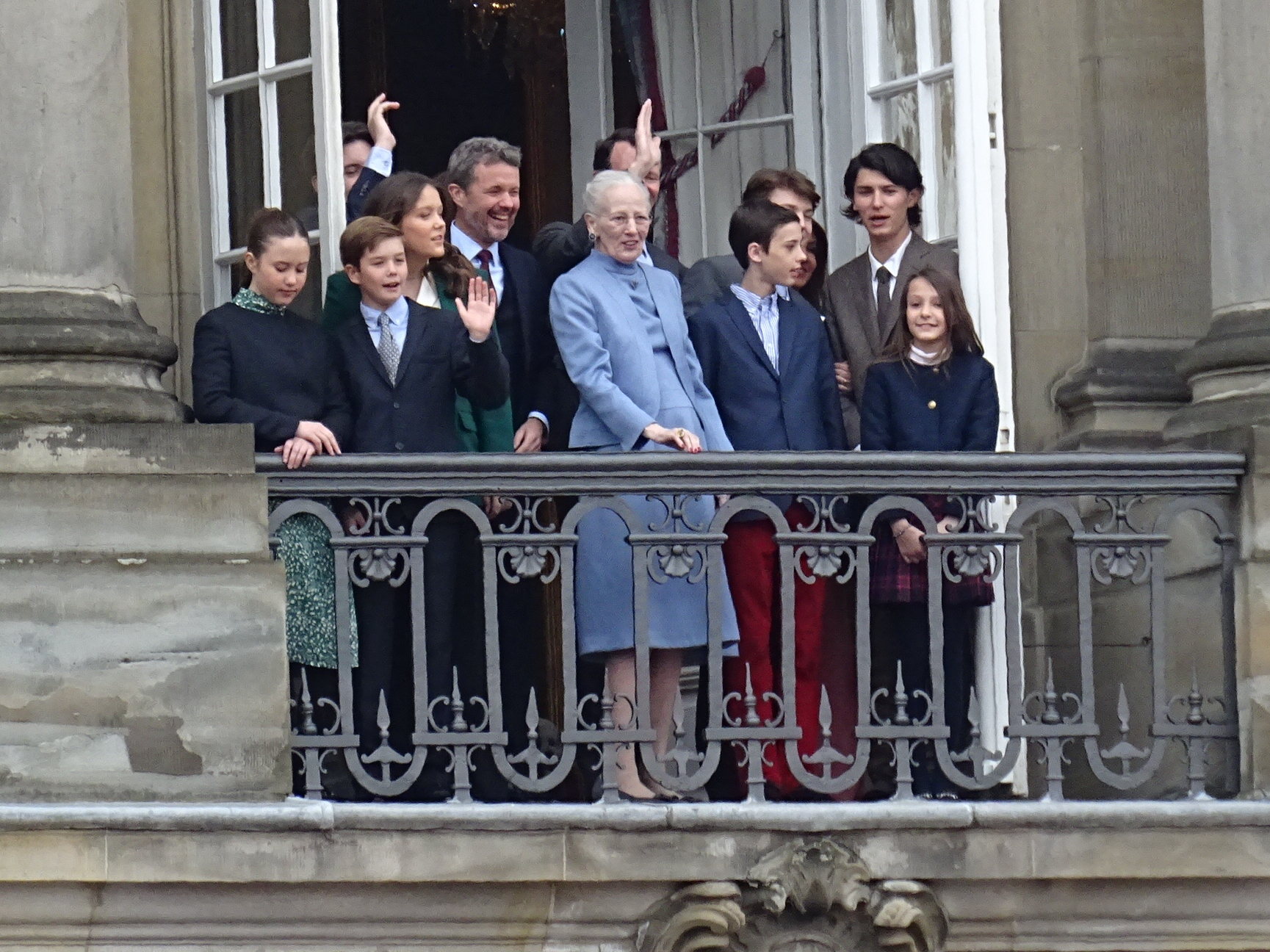
La famiglia reale danese affacciata dal balcone del palazzo di Amalienborg il 16 aprile 2023, in occasione dell’83º compleanno della regina Margherita II

- il Re Federico X di Danimarca e la Regina Mary (il Re e la Regina consorte sua moglie)
  - il Principe Christian, Principe della Corona di Danimarca (figlio del Re)
  - la Principessa Isabella (figlia del Re)
  - il Principe Vincent (secondo figlio del Re)
  - la Principessa Josephine (seconda figlia del Re)
- La Regina Margherita, Regina Madre di Danimarca (madre e predecessore del Re) 
  - il Principe Joachim e la Principessa Marie (fratello e cognata del Re)
    - Conte Nikolai di Monpezat (figlio del principe Joachim e di Alexandra, contessa di Frederiksborg)
    - Conte Felix di Monpezat (figlio del principe Joachim e di Alexandra, contessa di Frederiksborg)
    - Conte Henrik di Monpezat (figlio del principe Joachim e della principessa Marie)
    - Contessa Athena di Monpezat (figlia del principe Joachim e della principessa Marie)
- la Principessa Benedikte (zia materna del Re)
- la Regina Anne-Marie degli Elleni (zia materna del Re)

Il 29 settembre 2022, Margherita II di Danimarca ha deciso di togliere i titoli reali ai quattro figli del principe Joachim, suo secondogenito, ufficialmente per fare in modo i quattro nipoti possano condurre vite più normali e indipendenti dagli obblighi legati agli impegni della famiglia reale. I discendenti del principe Joachim potranno usare solo i titoli di conte e contessa di Monpezat, appartenuti al defunto nonno (principe consorte Henrik), mentre i loro precedenti titoli di principi e principessa di Danimarca invece smetteranno di esistere.

### Ex membri
- Alexandra, contessa di Frederiksborg (ex moglie del principe Joachim)

L'ex moglie del principe Joachim figlio minore della regina Margherita, la principessa Alexandra, perse l'appellativo di Altezza Reale e le fu concesso l'appellativo minore di Altezza in seguito al suo divorzio nel 2005, divenendo principessa Alexandra di Danimarca, un trattamento che cesserebbe in seguito ad un suo nuovo matrimonio. Durante questo periodo è rimasta una principessa di Danimarca e quindi un membro della famiglia reale danese. Nel 2005 la sua ex suocera le garantì il titolo aggiuntivo di grevinde af Frederiksborg (contessa di Frederiksborg), un titolo personale che non sarebbe annullato se Alexandra si risposasse. Quando si risposò il 3 marzo 2007, perse l'appellativo di altezza e la dignità titolare di principessa di Danimarca e non fu più membro della famiglia reale (sebbene riceva ancora un'indennità e conservi il titolo di sua eccellenza contessa di Frederiksborg).

### Famiglia reale greca
Molti dei membri della deposta famiglia reale di Grecia detengono il titolo di principe o principessa di Danimarca con la qualifica di sua altezza poiché il loro antenato in linea maschile, Giorgio I di Grecia, era un principe danese, e fino al 1953, i suoi discendenti dinastici in linea maschile rimanevano in Danimarca nella linea di successione ereditaria. Quindi, sono membri della famiglia reale danese.
Esistono solo due membri della famiglia reale greca, che non sono conosciuti per portare il titolo di principe/ssa di Danimarca con la qualifica di sua altezza:.
- la principessa Alessandra di Grecia
- la principessa Olga di Grecia

I seguenti sono consorti di monarchi che sono nati con i titoli di principe/principessa di Grecia e Danimarca, anche se non discendono da re Costantino e e dalla regina Anne-Marie:
- la regina Sofia di Spagna (sorella di re Costantino e cognata della regina Anne-Marie)

### Famiglia reale dei reami del Commonwealth
I discendenti del principe Filippo, duca di Edimburgo possono essere membri dell'estesa famiglie reali greca e danese. A differenza dei membri del rami greco e norvegese, il principe Filippo, in qualità di membro dinastico maggiore di questo ramo, nato con il titolo di principe di Grecia e Danimarca, rinunciò asseritamente (dopo aver preso la cittadinanza britannica), non solo al suo diritto di successione al trono greco, ma anche all'uso cessato del suo titolo di principe di Danimarca (così come di principe di Grecia). Tuttavia, tutti sono membri del casato degli Oldenburg per discendenza agnatica o matrimonio.

### Famiglia reale norvegese
La famiglia reale norvegese discende nella linea maschile legittima da Federico VIII di Danimarca, bisnonno della regina Margherita II. Haakon VII di Norvegia, che è nato come principe Carl di Danimarca, in quanto figlio minore di Federico VIII, fu invitato a regnare su un'altra nazione (come accaduto per Giorgio I di Grecia). Così come per i discendenti del ramo greco, i membri del ramo norvegese non godono dei diritti di successione alla corona danese, ma a differenza dei dinasti greci hanno smesso di utilizzare i titoli reali danesi al momento dell'ascesa al loro trono straniero nel 1905.

### Conti e contesse di Rosenborg
Vi sono dei principi danesi che si sono sposati senza il consenso del monarca danese. Sposandosi senza consenso comporta la perdita dei diritti dinastici, incluso il titolo reale. Gli ex dinasti sono in tal caso generalmente riconosciuti con il titolo ereditario di "conte di Rosenborg". Loro, le loro mogli ed i loro discendenti legittimi in linea maschile sono:
- conte Ingolf e contessa Sussie di Rosenborg (cugino della regina e sua moglie)
- conte Christian e contessa Anne-Dorthe di Rosenborg (cugino della regina e sua moglie)
  - contessa Camilla, contessa Josephine, e contessa Feodora di Rosenborg (figlie del conte Christian)
- conte Ulrik e contessa Tove di Rosenborg (cugino di secondo grado della regina)
  - conte Philip di Rosenborg (figlio del conte Ulrik)
  - contessa Katharina di Rosenborg (figlia del conte Ulrik)
- contessa Charlotte di Rosenborg (cugina di secondo grado della regina)
- conte Axel e contessa Jutta di Rosenborg (figlio del conte Flemming e sua moglie)
  - conte Carl Johan e conte Alexander di Rosenborg (figli del conte Axel)
  - contessa Julie e contessa Désirée di Rosenborg (figlie del conte Axel)
- conte Birger e contessa Lynne di Rosenborg (figlio del conte Flemming e sua moglie)
  - contessa Benedikte di Rosenborg (figlia del conte Birger)
- conte Carl Johan e contessa Colette di Rosenborg (figlio del conte Flemming e sua moglie)
  - contessa Caroline e contessa Josefine di Rosenborg (figlie del conte Carl Johan)
- contessa Désirée di Rosenborg (figlia del conte Flemming)
- contessa Karin di Rosenborg (vedova del conte Christian, cugino di terzo grado della regina)
  - conte Valdemar di Rosenborg (figlio del conte Christian)
    - conte Nicolai di Rosenborg (figlio del conte Valdemar)
    - contessa Marie di Rosenborg (figlio del conte Valdemar)

  - contessa Marina di Rosenborg (figlia del conte Christian)

## Linea di successione

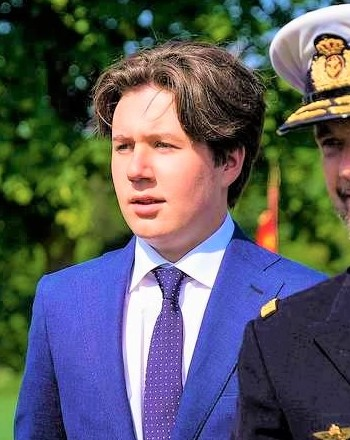
Cristiano, il Principe della Corona di Danimarca

La prima legge che disciplina la monarchia danese, la Kongeloven (Lex Regia) è datata 1665, affermava che la linea di successione doveva seguire la primogenitura agnatizia-cognatizia, consentendo così agli eredi di sesso femminile, in assenza di un erede maschio sopravvissuto, di accedere al trono. Per quanto riguarda i ducati Holstein e Lauenburg dove il Re governava da duca, queste terre aderivano alla Legge salica (ciò vuol dire che solo maschi potevano ereditare il trono). I ducati di Schleswig (un feudo danese) ed Holstein e Lauenburg (feudi tedeschi) furono uniti da un'unione personale con il Regno di Danimarca.
Questa differenza causò problemi quando Federico VII di Danimarca fu senza figli, sicché un cambio della dinastia era imminente e le linee di successione per i ducati e la Danimarca contesi. Ciò significava che il nuovo re di Danimarca non sarebbe stato anche il nuovo duca di Holstein e duca di Lauenburg. Quindi, per questo scopo, la linea di successione ai ducati fu modificato dal Protocollo di Londra del 1852, che ha designato Cristiano IX, duca di Glücksburg, come nuovo legittimo erede. Inizialmente, il Primo Ministro danese Christian Albrecht Bluhme voleva mantenere i principi separati, ma alla fine il governo decise per una primogenitura agnatizia uniforme, che fu accettata dal Parlamento.
Questa situazione è durata per un centinaio d'anni, l'allora legge salica fu cambiata in una preferenza di primogenitura maschile nel 1953, il che significa che le donne possono ereditare, ma solo in mancanza di fratelli. Nel 2009, la primogenitura è stata nuovamente cambiata, questa volta per una primogenitura cognatizia assoluta. Tuttavia non ha avuto effetto immediato nell'alterare la linea di successione.